# レボドパ・カルビドパ
レボドパ・カルビドパ合剤とは、レボドパがより効率的に利用されるように、末梢での分解を阻害するドパ脱炭酸酵素阻害薬であるカルビドパも配合した医薬品である。さらに末梢性カテコール-O-メチル基転移酵素阻害薬であるエンタカポンも配合し、レボドパの末梢での分解をさらに抑えた製剤も存在する。

## 作用
レボドパ・カルビドパ合剤は、内服薬として使用され、主にパーキンソン病の症状緩和に使われる。レボドパと同様に疾患を治す薬ではない。薬の効果は服用を始めてから2 - 3週間後に見られる。効果が出るようになってからは、服用から10分ほどで作用し5時間ほど持続する。
主な副作用は運動障害と吐き気である。より深刻な副作用にはうつ病、起立時の低血圧、突然の眠気、 精神病、危険な行動の増加などである。カルビドパは脳の外でのレボドパの分解を脳内に到達するまで防ぐ。レボドパは脳内でドーパミンに分解され効果が発揮される。
レボドパ・カルビドパ合剤は世界保健機関の必須医薬品リストに含まれており、医療制度で最も効果的で安全で必要とされる医薬品である。一般薬として入手でき、少々高価である。発展途上国では1ヶ月分が約$1.80～$3.00米ドルで売られている。アメリカでは1か月分が約$50～$150米ドルで売られている。

## 効能・効果
パーキンソン病、パーキンソン症候群
また、ドパミン反応性ジストニア（DRD）やむずむず脚症候群などにも使用される。
他の治療法と併用することで、弱視にも有用であるとの暫定的な根拠がある。

## 禁忌
閉塞隅角緑内障の患者には禁忌である。

## 副作用
重大な副作用は、下記の通りである。
- 悪性症候群
- 幻覚・妄想・精神錯乱 (1.98％)、抑うつ
- 胃潰瘍・十二指腸潰瘍の悪化 (0.1％未満)
- 溶血性貧血 (頻度不明)、血小板減少 (0.1%未満)
- 悪性黒色腫
- 突発的睡眠
- 閉塞隅角緑内障

5%以上の患者に、不随意運動、悪心が見られる。

## 作用機序
レボドパは、DOPAデカルボキシラーゼと呼ばれる天然の酵素の作用により、ドーパミンに変換される。この変換は、末梢循環系と、レボドパが血液脳関門を通過した後の中枢神経系の両方で行われる。中枢のドーパミン受容体を活性化するとパーキンソン病の症状が改善されるが、末梢のドーパミン受容体を活性化すると嘔気や嘔吐が生じる。このため、レボドパは通常、DOPA脱炭酸酵素阻害剤（DDCI）、この場合はカルビドパと組み合わせて投与される。カルビドパは極性が高く（生理的pHで帯電している）、血液脳関門を通過できないが、末梢でレボドパがドーパミンに変換されるのを防ぎ、レボドパの末梢での不要な副作用を抑えることができる。また、カルビドパを使用することで、脳に入ることのできる血中レボドパ量が増加する。